# Chelipoda flavida
Chelipoda flavida är en tvåvingeart som beskrevs av Enrico Adelelmo Brunetti 1913. Chelipoda flavida ingår i släktet Chelipoda och familjen dansflugor. Inga underarter finns listade i Catalogue of Life.